# Treći prijelazni period
Treći prijelazni period odnosi se na razdoblje drevnog Egipta od smrti faraona Ramzesa XI. 1070. pr. Kr. do osnivanja Dvadeset šeste egipatske dinastije 664. pr. Kr., nakon svrgavanja dvadeset pete egipatske dinastije (vladar iz Nubije).

## Politička događanja
Ovo je razdoblje obilježeno slabljenjem faraonske vlasti. Čak je i za vrijeme Ramzesa njegova (dvadeseta) dinastija gubila utjecaj nad Tebom u kojoj su svećenici postajali sve moćniji. Nakon njegove smrti njegov je nasljednik Smendes I. vladao iz grada Tanisa, a visoki svećenici Amona iz Tebe vladali su jugom zemlje. Ta je podjela ipak bila manje značajna jer se čini da su i faraoni i svećenici potjecali iz obitelji.
Zemlju je ujedinjena za vrijeme dvadeset i šeste dinastije koju je osnovao Shoshenq I. 945. ili 943. pr. Kr., njega mnogi, posebno oni koji se pozivaju na povijesnu vrijednost Biblije, smatraju da je potekao od Meshweshkih doseljenika, dok drugi, pogotovo oni koji proučavaju Nubiju, smatraju da je bio Nubijac. To je zemlji donijelo stabilnost koja je trajala više od sto godina, ali nakon vladavine Osorkona III. zemlja je ponovno bila podijeljena pa je Donjim Egiptom Shoshenq III. iz dvadeset druge dinastije, a vlast nad Gornjim i srednjim Egiptom imali su Takelot II. i njegov sin Osorkon B(kasnije se nazvao Osorkon III.). U Tebi je izbio građanski rat između snaga Pedubasta, koji se proglasio faraonom i već postojeće loze Takelot II/Osorkon B. Ove su se dvije strane neprestano sukobljavale a sukob je riješen tek u 39. godini vladanja Shoshenqa III. kada je Osorkon B potpuno porazio neprijatelja. Zatim je osnovao Gornje egipatsku libijsku dinastiju Osorkon III. – Takelot III – Rudamun, ali to se kraljsevstvo raspalo ubrzo nakon smrti Rudamuna i jačanjem gradova-država pod vlašću kraljeva kao što su bili Peftjaubast iz Herakleopolisa, Nimlot iz Hermopolisa, i Ini iz Tebe.
Nubijsko kraljevstvo na jugu u potpunosti je iskoristilo ovu podjelu i političku nestabilnost. Kashta je proširio utjecaj svog kraljevstva tako da je nagovorio vrhovnu svećenicu Amona, ujedno i kći Takelota III., Shepenupet, da usvoji njegovu kćer Amenirdis, i da je proglasi svojom nasljednicom. Njegov je nasljednik, Piye, pokrenuo je pohod na sjever te je porazio udružene snage nekoliko egipatskih vladara kao što su Peftjaubast, Osorkon IV. Iz Tanisa, i Tefnakht iz Saias. Piye je osnovao dvadeset petu dinastiju i postavio poražene vladare kao upravitelje provincija. Nasljednik mu je bio prvo brat Shabaka a zatim i njegova dva sina Shebitku i Taharqa.
Do ovog je vremena međunarodni ugled egipta znatno opao. Njihovi su strani saveznici potpali pod utjecaj Asirije i negdje oko 700. pr. Kr. bilo je jasno da je rat između te dvije države samo pitanje vremena. Vladavina Taharqe i njegovog nasljednika 
(rođaka) Tanutamuna, bila je ispunjena stalnim sukobima s Asircima, i unatoč mnogim egipatskim pobjedama Teba je naposljetku zauzeta a Memphis opljačkan. Dinastija je dočekala svoj kraj s vladarima u povučenom gradu Napati.
Umjesto njih Egiptom su (od 664. pr. Kr., punih osam godina prije smrti Tanutamuna) vladari faraoni dvadeset šeste dinastije, koje su postavili Asirci. Psamtik I. bio je prvi kojem su Asirci priznali tituli vladara Gornjeg i Donjeg Egipta. U 54 godine vladavine on je donio stabilnost, vladao je iz grada Saisa. Četiri sljedeća vladara iz Saisa nastavilis u voditi zemlju u razdoblje mira i napretka 610. – 526. pr. Kr. nažalost po njihovu dinastiju na bliskom istoku je jačala nova sila – Perzija. Nasljednik Amazisa II., Psamtik III., bio je jedva godinu dana na vlasti kada se 525. pr. Kr. morao suočiti sa snagom Perzije kod Pelusiuma. Perzijanci su već zauzeli Babilon, i Egipat se jednostavno nije mogao oduprijeti. Psamtik je poražen i nakratko je pobjegao u Memfis, ali je naposljetku uhvaćen i smaknut kod Suze, glavnog grada perzijskog vladara Kambiza II., koji je tada službeno preuzeo titulu faraona.